# Mariaweiler
Mariaweiler is een plaats in de Duitse gemeente Düren, deelstaat Noordrijn-Westfalen, en telt 2.744 inwoners (31-12-2020). Het dorp, dat vanaf de 3e eeuw tot in de middeleeuwen op een belangrijk wegenkruispunt lag, bevindt zich ten noordwesten van de stad Düren.

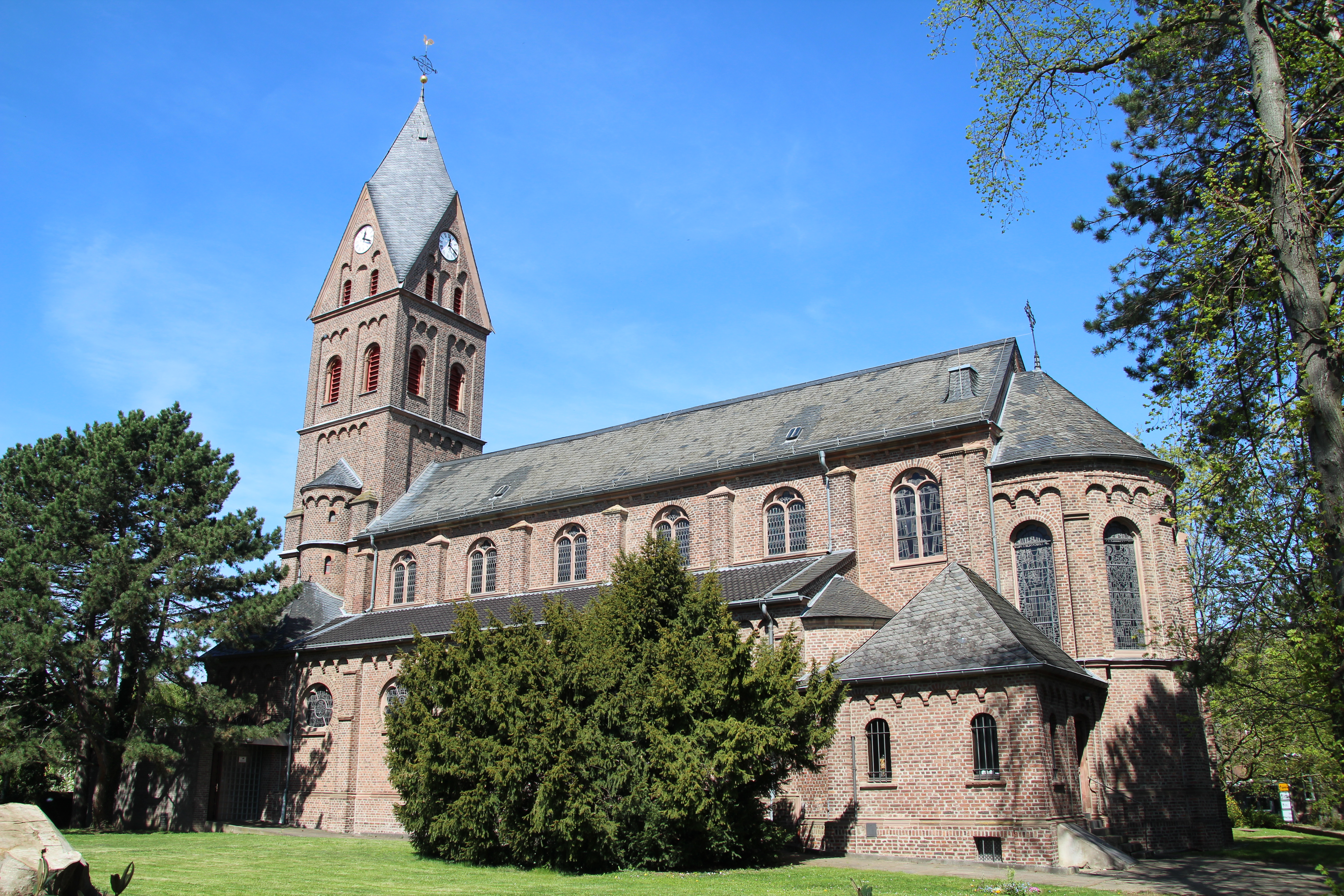
Maria-Hemelvaartkerk (1879) te Mariaweiler
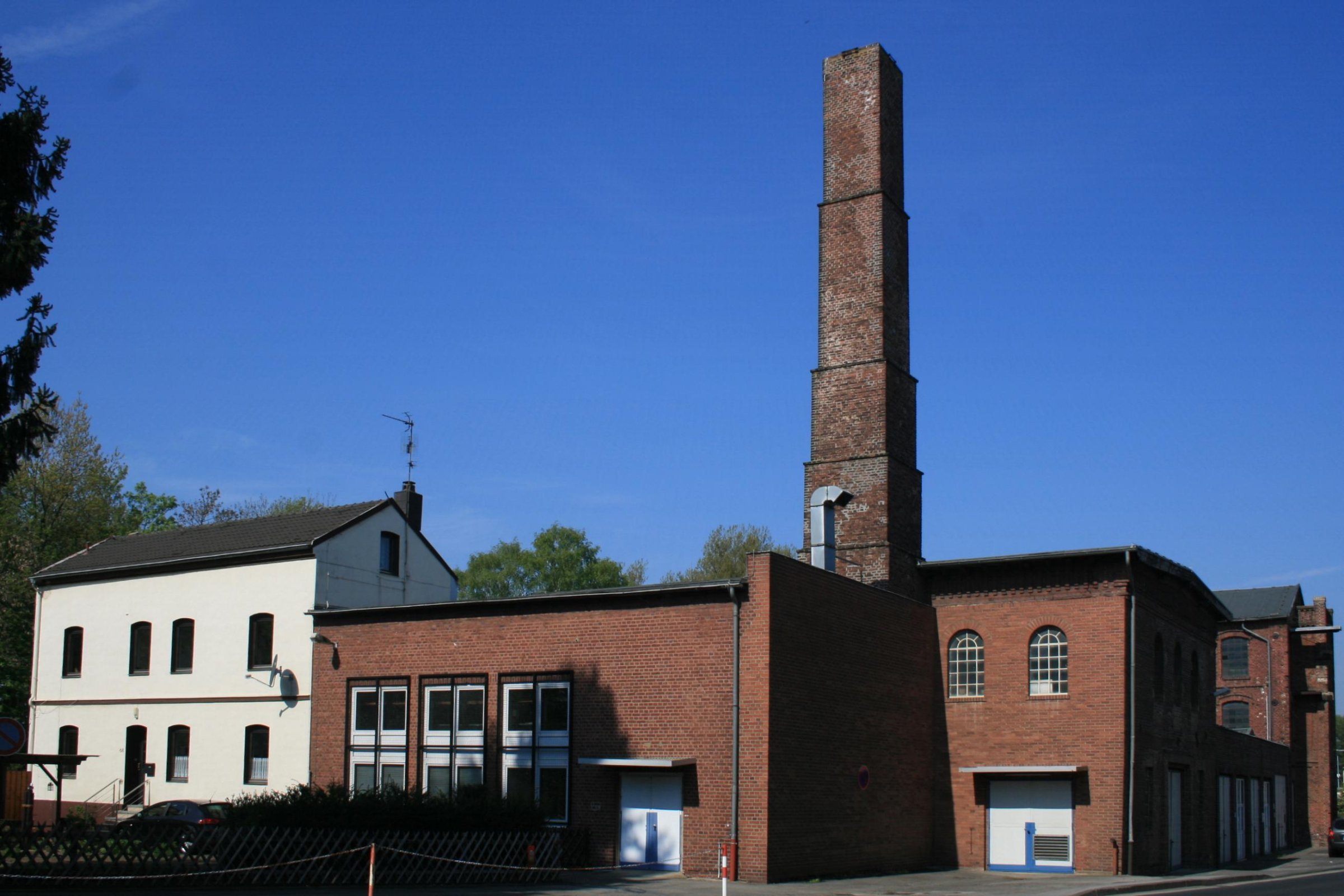
Monumentaal fabriekspand

In het dorp staat een monumentaal, deels nog 19e-eeuws fabriekspand. Het is beschermd als industrieel erfgoed. In het pand is de Heimbach Filztuchfabrik gevestigd, die aan o.a. een soortgelijk bedrijf te Moresnet (België) is gelieerd. Er worden materialen van vilt en ander textiel geproduceerd, die weer bij de bouw van grote machines in andere takken van industrie, zoals drukpersen, worden verwerkt.
Het grootste schoolgebouw van het dorp is naar het joodse meisje en Holocaust- slachtoffer Anne Frank genoemd. Als gedenkteken voor haar en ter vermanende waardering voor de normen en waarden, die door de nazi's systematisch met voeten zijn getreden is bij deze school een groot rechtopstaand steenblok geplaatst. Dit is een stèle van de hand van de bekende kunstenaar Ulrich Rückriem.